# Hemerobius sumatranus
Hemerobius sumatranus är en insektsart som beskrevs av Navás 1926. Hemerobius sumatranus ingår i släktet Hemerobius och familjen florsländor. Inga underarter finns listade i Catalogue of Life.